# Живана Терзић
Живана Терзић (Варна, 1888 — ) била је једна од хероина у балканским и Првом светском рату, која је у српској војсци достојно заменила свог погинулог брата. Названа „Амазонком са Дрине“. Ова храбра жена је своју ратничку каријеру отпочела  као четник у Македонији, заслугом војводе Ђорђа Ристића, који је пристао да је прими у четничку чету и од осталих саборца сакрије њен прави пол. За време балканских ратова Живана је радила као болничарка, док се у Првом светском рату придружила српској војсци и напредовала од чина каплара до чина наредника. За исказану храброст одликована је медаљом за храброст.

## Живот и учешће у ратовима
Родила се 1888. године у поцерском селу Варни, у имућној породици Живана Милошевића. Како је још од детињства била нарушеног здравља, родитељи су је, на предлог народног посланика Рајка Гавриловића, са око 14 година, уписали у Радничку школу Ђурђине Пашић у Београду. Доласком у престоницу Краљевине Србије Живана је морала да окончан период детињства на селу, и врло брзо сазре у градску девојку, која се први пут у животу заљубила у двадесетогодишњег Милана Терзића, на одслужењу кадровског војног рока у Краљевој гарди, родом из села Цикоте у Јадру. Када су започеле Четничке акција углавном на подручју Македоније и, ређе, Старе Србије, Живанин момак Милан Терзић, са којим је већ неколико година била у вези, је као „ватрени" патриота, ступио у четнички одред и отишао у Јужну Србију. Стицајем околности није се пре поласка поздравио са својом девојком Живаном која је тешко поднела растанак са Миланом.
Почетак војевања или потрага за вољеном особом
Растанак од Милана, мотивисао је тада осамнаестогодишњу девојку да се придружи четницима и тако покуша да пронађе вољеног човека. Представник четничког удружења, Ђорђе Ристић Скопљанче коме се Живана обратила за помоћ, после краћег разговора, пристао је да Живану упути у Македонију,у којој је...прво прошла кроз неку врсту обуке. Два месеца провела је код учитељице-јатака у близини Светог Наума. Учитељица је објашњавала и обучавала „о раду" четничких одреда. Затим је прошла кроз обуку у руковању разним оружјем и потом одведена у чету војводе Скопљанчета.
Војевање у првим борбеним редовима
Кријући прави разлог приступања четницима, као највећу тајну,  веровала да ће се једнога дана састати са својим момком. Она на први поглед није деловала као особа женског пола, јер је била кратко ошишана, а обучена у четничко одело, са карабином о рамену и реденицима преко груди више је личила на мушкарца. Живана је временом постала прави ратник и у свим борбама, па и у најтежим, била је међу првима, и...тако временом постала прави ратник и у свим борбама, па и у најтежим 
Поновни сусрет са Миланом

Са Миланом Живана се срела тек након неколико месеци, када су се њихове чете сусреле на Шар планини, сурет је био необичан и јаки дирљив:

## Балкански ратови
У балканским ратовима Живана је била болничарка у пољској војној болници у Ристовцу.

## Први светски рат
На почетку Првог светског рата Живана Терзић је имала 27 година. Након што је њен брат је погинуо у борби на Гучеву, ова по природи  ратоборна особа у жељу за осветом, поново је обукла четничко одело, оставила кућу и кренула у војевање са Српском војском. 
На Дрини, је је заједно са Гвозденим пуком Моравске дивизије који је водио даноноћне борбе против надирућих аустроугарских трупа, као припадник друго вода друге чете другог батаљона због храбрости испољене у борбама, задобила поштовање својих претпостављених и сабораца. Због испољене храбрости у ноћној бици на Курјачици, недалеко од реке Дрине, Живана Терзић добила је чин каплара.
У јесен 1915. године, за време повлаћења српске војске преко Албаније Гвоздени пук је био у заштитници и стално водио борбе против непријатељских војника. У познатој бици на коти 1212, код Битоља, Живана је одликована за храброст медаљом „Милош Обилић“ и чин наредника.
У трећем од неколико јуриша у заузимању коте 1212. Терзићева је рањена је у стомак. Тешко рањена пребачена је на лечење и опоравак у Вертекоп, а потом у Француску. Током лечења војни лекар је установио, да Живана има заостао метак у трбушној дупљи и да више није способна за борбу.
Међутим ова храбра и упорна жена, после три месеца лечења, вратила се на фронт и то образложила речима...ja сам са пушком изишла из Србије, хоћу са пушком и да уђем у Србију, или ме убијте. 
Живанину упорност и храброст нико није желео да оспори...добила је оружје и међу првима, са члановима Врховне команде Српске војске, ушла у слободну Српску престоницу.

## Живот у миру
По завршетку Првог светског рата Живана се са Миланом Терзићем вратили у Цикоте, у коме се бавила пољопривредом и живела од успомене на ратовање: медаље, одликовања, похвалнице, и још понешто донето из рата.

Живана је са породицом живела од рада на имању и 750 динара месечне помоћи из два различита државна фонда. 